# Тімченко Володимир Михайлович
Володимир Михайлович Тімченко (14 вересня 1943 — 17 серпня 2018) — український науковець-гідролог, доктор географічних наук (1992), професор. Завідувач відділу екологічної гідрології та управління водними екосистемами Інституту гідробіології НАН України.

## Біографія

Могила Володимира Тімченка, Байкове кладовище

Народився у м. Петропавловськ у Казахстані 1943 р. У 1962—1963 рр. технік-гідролог гідрологічної станції «Томськ».
1968 р. — закінчив Далекосхідний державний університет (м. Владивосток) за спеціальністю «гідрологія».
1968—1976 рр. — молодший науковий співробітник, старший науковий співробітник, завідувач відділу гідрологічних досліджень та прогнозів Далекосхідного гідрометеорологічного інституту.
У 1973 р. після закінчення аспірантури при Гідрометцентрі СРСР захистив кандидатську дисертацію «Льодовий режим та короткостроковий прогноз скресання та замерзання р. Уссурі».
1976—1979 рр. — старший інженер відділу гідропрогнозів Українського бюро погоди Гідрометслужби України.
1979—2018 рр. — в Інституті гідробіології НАН України: старший науковий співробітник, завідувач відділу екологічної гідрології та управління водними екосистемами.
У 1992 р. захистив докторську дисертацію «Гідрологічні чинники функціонування водних екосистем (на прикладі водних об'єктів України)» (захист у Московському державному університеті імені М. В. Ломоносова.
Помер на 75-му році життя 17 серпня 2018 року. Похований у колумбарії Байкового кладовища.

## Наукові здобутки
Сформулював предмет, основні задачі та методи екологічної гідрології як самостійного актуального напряму в гідрології.
Об'єктами експедиційних досліджень були всі великі річки і водосховища України, а також окремі водні об'єкти в Росії, Казахстані та Польщі.
Автор та співавтор близько 300 наукових праць, серед яких монографії:
- Гидрология и гидрохимия Днепра и его водохранилищ (1989 р., у співавторстві).
- Днепровско-Бугская эстуарная экосистема (1989 р., у співавторстві).
- Эколого-гидрологические исследования водоемов Северо-Западного Причерноморья (1990 р.).
- Гидроэкология украинского участка Дуная и сопредельных водоемов (1989 р., у співавторстві).
- Управление состоянием екосистемы и качеством воды в устьевом участке Днепра (1996 р. — 1 частина, 1997 р. — 2 частина, у співавторстві).
- Экологическая гидрология (2006 p.).